# デュプリシティ 〜スパイは、スパイに嘘をつく〜
『デュプリシティ 〜スパイは、スパイに嘘をつく〜』（Duplicity）は、2009年のアメリカ映画。トニー・ギルロイ監督、クライヴ・オーウェン、ジュリア・ロバーツ主演作品。

## あらすじ
イギリスのMI6所属の諜報員レイ（クライヴ・オーウェン）は、独立記念日にクレア（ジュリア・ロバーツ）と出会い一夜を共にするが、その一夜が原因でフリーランスの産業スパイに転身する。トイレタリー業界の新興企業エクイクロム社に雇われたレイは、熾烈な競争相手でもある最大手のB&R社へ潜入中の情報提供者との待ち合わせ場所でクレアを発見して、その後を追って問い詰めるが、潜入中の情報提供者がクレアだった。

## キャスト
※括弧内は日本語吹替
- レイ・コヴァル - クライヴ・オーウェン（堀内賢雄）
- クレア・ステンウィック - ジュリア・ロバーツ（土井美加）
- ハワード・タリー - トム・ウィルキンソン（小林修）
- ディック・ガーシック - ポール・ジアマッティ（岩崎ひろし）
- デューク・モナハン - デニス・オヘア（牛山茂）
- ジェフ・バウアー - トム・マッカーシー（横堀悦夫）
- パム - キャスリーン・チャルファント
- ネッド・ガストン - ウェイン・デュヴァル

## スタッフ
- 監督/脚本：トニー・ギルロイ
- 製作：ローラ・ビックフォード、ジェニファー・フォックス、ケリー・オレント
- 撮影監督/撮影：ロバート・エルスウィット
- 編集：ジョン・ギルロイ
- 音楽：ジェームズ・ニュートン・ハワード
- 衣装：アルバート・ウォルスキー
- 美術：スティーヴン・カーター

## 評価
レビュー・アグリゲーターのRotten Tomatoesでは192件のレビューで支持率は65%、平均点は6.40/10となった。Metacriticでは34件のレビューを基に加重平均値が69/100となった。